# テレビ朝日土曜夜8時枠時代劇
テレビ朝日土曜夜8時枠時代劇（テレビあさひどようよる8じわくじだいげき）はかつてテレビ朝日の土曜20:00 - 20:54（JST）の時間帯に設けられていた時代劇の専門放送枠。2007年9月まで放送された火曜時代劇のルーツにあたる。

## 概要
- 土曜日に初めて時代劇を放送したのは1967年1月からの素浪人 月影兵庫（第2シリーズ）が第1期で、1971年10月より木曜22時枠に時代劇枠を移行、その後は現代ドラマや子供向け番組（「人造人間キカイダー」ほか）などを放送、そして第2期開始直前の1976年5月から9月には定時番組を置かず、1時間の単発特番や、19時枠（「三枝の大マジメ!?結婚ゲーム」「秘密戦隊ゴレンジャー」の枠）と統合したプロ野球中継を放送していた。

- 1970年4月から1976年9月に放送されていた水曜21時台の時代劇枠の後継枠が第2期である（ただし水曜時代の1975年・1976年4月から9月は東映の制作でない）。
- NETテレビ時代からの時代劇枠であり、火曜時代劇が2007年9月に終了するまでは、中断無しにテレビ朝日、東映が制作し続いていた。「暴れん坊将軍」シリーズなどをはじめとした作品を輩出し、木曜20時枠時代劇（1998年廃枠）と並ぶ同局の時代劇専門枠として栄えた。
- 1990年代前半は『暴れん坊将軍』休止時の作品の主演を三田村邦彦が務めることが多かった。1990年代後半は木曜20時枠から移行してきた『名奉行 遠山の金さん』の新シリーズも放送していた。
- しかし、1990年代後半になると視聴率が低迷。そして1999年春の改編で土曜20時台が現代劇枠（枠名は「サタデードラマ」）に転換されることになったため、時代劇枠を木曜19時台に移行する形で消滅した。その後時代劇枠は木曜19時 → 月曜19時を経て火曜19時枠となったが、2007年9月をもってレギュラー時代劇枠は廃枠。2009年1月に『必殺仕事人2009』で金曜日枠として一時的に復活したものの、同年6月に終了後は再び廃枠となり、その後は通常土曜ワイド劇場や日曜洋画劇場などを放送する枠で特別番組の形で放送されている。

## 放送された作品

### 第1期（1967年1月 - 1971年9月）
- 1967.01 - 1968.12 - 素浪人 月影兵庫 第2作
- 1969.01 - 1970.12 - 素浪人 花山大吉
- 1971.01 - 1971.04 - さむらい飛脚
- 1971.04 - 1971.09 - 人形佐七捕物帳（林与一主演版）
  - 本作のみ東宝制作。ほか3作品はすべて東映制作。

### 第2期（1976年10月 - 1999年3月）
- 1976.10 - 1976.12 - 五街道まっしぐら!
- 1977.01 - 1977.02 - 駆けろ!八百八町
- 1977.04 - 1977.12 - 人形佐七捕物帳（松方弘樹主演版）
- 1978.01 - 1982.05 - 吉宗評判記 暴れん坊将軍
- 1982.05 - 1983.02 - 源九郎旅日記 葵の暴れん坊
- 1983.03 - 1987.03 - 暴れん坊将軍II
- 1987.03 - 1987.12 - 若大将天下ご免!
- 1988.01 - 1990.09 - 暴れん坊将軍III
- 1990.10 - 1991.03 - 将軍家光忍び旅
- 1991.04 - 1992.09 - 暴れん坊将軍IV
- 1992.10 - 1993.03 - 将軍家光忍び旅II
- 1993.04 - 1994.03 - 暴れん坊将軍V
- 1994.04 - 1994.10 - 殿さま風来坊隠れ旅
- 1994.10 - 1996.01 - 暴れん坊将軍VI
- 1996.01 - 1996.06 - 将軍の隠密!影十八
- 1996.07 - 1997.01 - 暴れん坊将軍VII
- 1997.02 - 1997.07 - 遠山の金さんVS女ねずみ（『名奉行 遠山の金さん』の第8シリーズ）
- 1997.07 - 1998.03 - 暴れん坊将軍VIII
- 1998.03 - 1998.10 - 金さんVS女ねずみ（『名奉行 遠山の金さん』の最終シリーズ）
- 1998.11 - 1999.03 - 暴れん坊将軍 （Ⅸシリーズ） ※番組自体は木曜に移行し1999.09まで継続

## 備考
- 広島ホームテレビでは、時折、プロ野球広島東洋カープ主催ゲームの中継に差し替える事があり、その週の放送分は後日に遅れネットで放送された。
- テレビ朝日系列フルネット局のなかった時代の青森県では青森放送が火曜22:00 - 22:54に放送された。（1991年春当時、本来日本テレビ系列で放送されている「火曜サスペンス劇場」を土曜の昼に移行し、タイトルを「土曜サスペンス劇場」に差し替えて放送した。）この体制はテレビ朝日系列の青森朝日放送が開局するまで継続した。（スポンサードネット）
- 山口県では山口放送が月曜22:00 - 22:54に2日遅れで放送され、山口朝日放送が開局するまで継続。（スポンサードネット[1]）
- また、高知県では原則としてテレビ高知にて時差放送されていた（「そこが知りたい」やTBS金曜ドラマ（一時期水曜ドラマ）枠といった全国ネットの番組を差し替えて放送、土佐鶴が筆頭スポンサー）。ただし、「遠山の金さんvs女ねずみ」「金さんvs女ねずみ」の2作品は、元々県内では高知放送で放送された木曜20時台時代劇からの移行作品であることから、この2作品に限り高知放送での放送となっている（同時期のテレビ高知は、逆に木曜20時台時代劇作品の放送を担当した）。また、『吉宗評判記 暴れん坊将軍』時代（1980年頃）は日曜日の午前中に時差放送していた（このときから、上記の土佐鶴が筆頭スポンサーとなっていたかについては不明）。
- 日本海テレビは、『暴れん坊将軍III』の途中まで土曜13:00に放送されたが、1989年10月に山陰放送に移動。当初は水曜深夜の放送だったが、後に土曜午後の放送となった。
- 秋田県では、1987年3月まで秋田テレビで遅れネットし、同年4月から1992年10月の秋田朝日放送開局前まで秋田放送にて土曜13:00 - 13:54に放送。
- テレビ信州は、1985年10月から「特捜最前線」が「ニュースステーション」開始に伴い別時間枠へ移行したことを受け、水曜22:00 - 22:54に放送。長野朝日放送開局前まで放送した。（スポンサードネット）
- 1993年 - 1994年当時、福井放送は土曜13:00 - 13:54に、四国放送は、日曜22:30 - 23:24に放送していた。（この2局は青森・山口・秋田・信州と違い、当時の筆頭スポンサーにローカルスポンサーを加えた形で放送した。）
- 北陸放送は、1991年9月まで日曜22:30から1日遅れで放送されていた（スポンサードネット）。1991年10月からは、開局した北陸朝日放送へ移行した。北陸放送は1991年10月から、毎日放送制作番組『ト・キ・メ・キ旅物語』『植木等デラックス』の同時ネットを開始した。
- 宮崎放送は、1992年3月までは日曜22:30からの放送だったが、毎日放送制作の日曜22:00枠の1時間番組の「ドラキュラが狙ってる」の放送開始により、土曜夕方に移動。
- 琉球放送は、1995年10月の琉球朝日放送開局まで土曜16:00 - 16:55（1989年4月時点） → 土曜16:30 - 17:25（移行時期不明）に放送されていた（スポンサーは一部を除いたスポンサードネットだが、提供クレジットは自社出しかつCMは自社差し替え）。